# Vlasatice
Vlasatice är en ort i Tjeckien.   Den ligger i regionen Södra Mähren, i den sydöstra delen av landet, 200 km sydost om huvudstaden Prag. Vlasatice ligger 184 meter över havet och antalet invånare är 799.
Terrängen runt Vlasatice är platt.Runt Vlasatice är det ganska tätbefolkat, med 83 invånare per kvadratkilometer. Närmaste större samhälle är Pohořelice, 6,0 km nordost om Vlasatice. Trakten runt Vlasatice består till största delen av jordbruksmark.